# 帕特里克·欽延巴
帕特里克·欽延巴（英語：Patrick Chinyemba，2001年1月3日—）是一名尚比亞男子拳擊運動員。他曾參加2020年夏季奧林匹克運動會男子蠅量級拳擊比賽。
欽延巴被選為尚比亞代表隊的一員參加2022年大英國協運動會，並且在蠅量級拳擊比賽上獲得銅牌。

## 外部連結
- 帕特里克·欽延巴在BoxRec（英语）
- 帕特里克·欽延巴在Olympics.com（英语）
- 帕特里克·欽延巴在Olympedia（英语）